# Villeneuve-de-la-Raho
Villeneuve-de-la-Raho (katalanisch: Vilanova de Raò) ist eine französische Gemeinde im Département Pyrénées-Orientales in der Region Okzitanien. Sie gehört zum Arrondissement Perpignan und zum Kanton La Plaine d’Illibéris. Die 4416 Einwohner (Stand: 1. Januar 2022) der Gemeinde nennen sich Villeneuvois(es).

## Geographie
Villeneuve-de-la-Raho ist eine banlieue im Süden von Perpignan am Stausee Retenue de Villeneuve-de-la-Raho. Durch die Gemeinde fließt der Réart. Umgeben wird Villeneuve-de-la-Raho von den Nachbargemeinden Perpignan im Norden, Théza im Osten, Corneilla-del-Vercol im Südosten, Montescot im Süden sowie Pollestres im Westen.
Hier, im Weinbaugebiet Rivesaltes, wird u. a. auch der Muscat de Rivesaltes angebaut.

## Bevölkerungsentwicklung
| Jahr                       | 1962 | 1968 | 1975 | 1982 | 1990 | 1999 | 2011 |
| Einwohner                  | 615  | 630  | 908  | 1234 | 3189 | 3625 | 3800 |
| Quellen: Cassini und INSEE |      |      |      |      |      |      |      |

## Sehenswürdigkeiten
- Kapelle Saint-Julien-et-Saint-Basilisse aus dem Jahre 996, heutiges Bauwerk aus dem Jahre 1149, seit 1912 Monument historique
- Kirche Saint-Julien aus dem 17. Jahrhundert

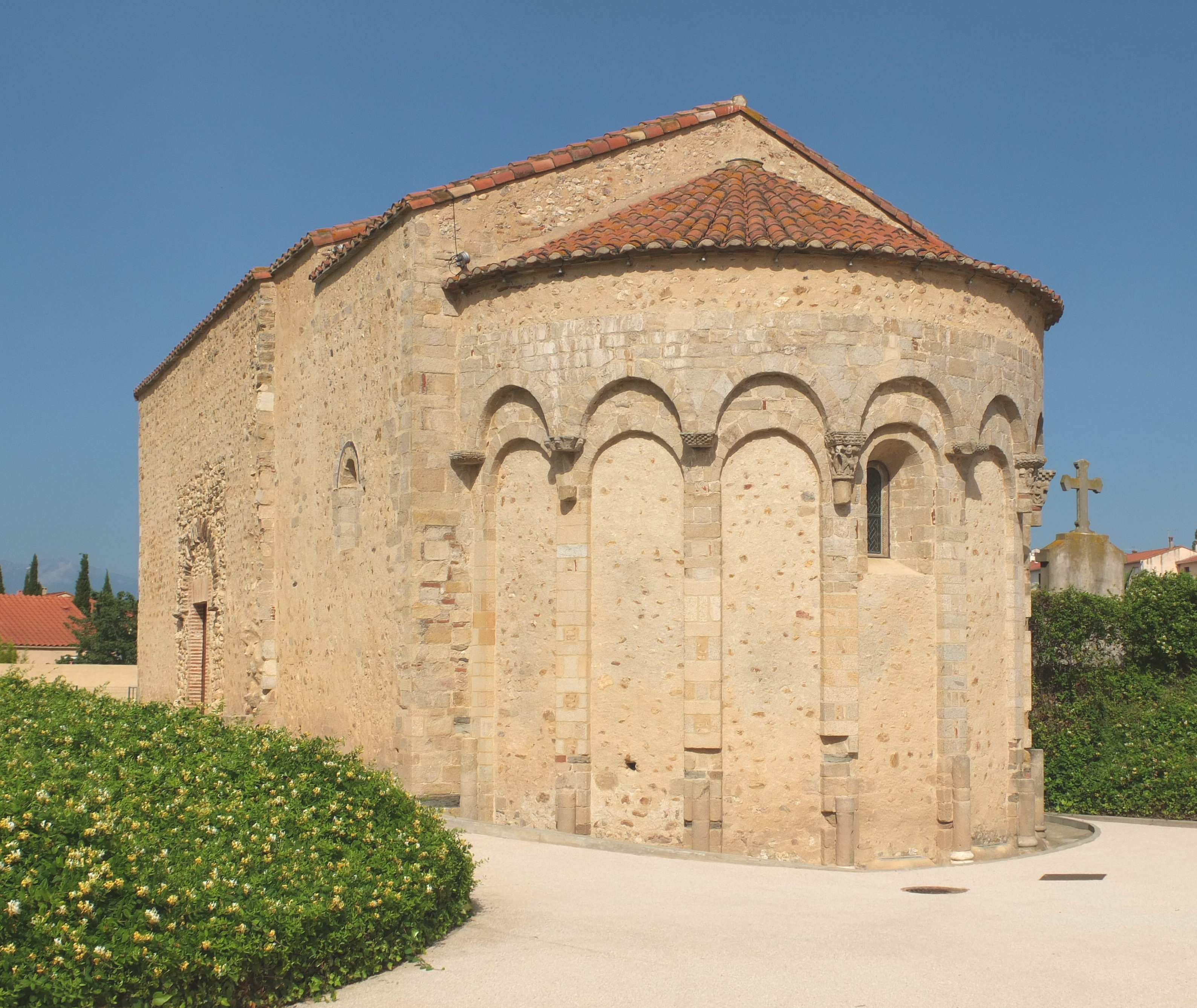
Kapelle Saint-Julien-et-Sainte-Basilisse
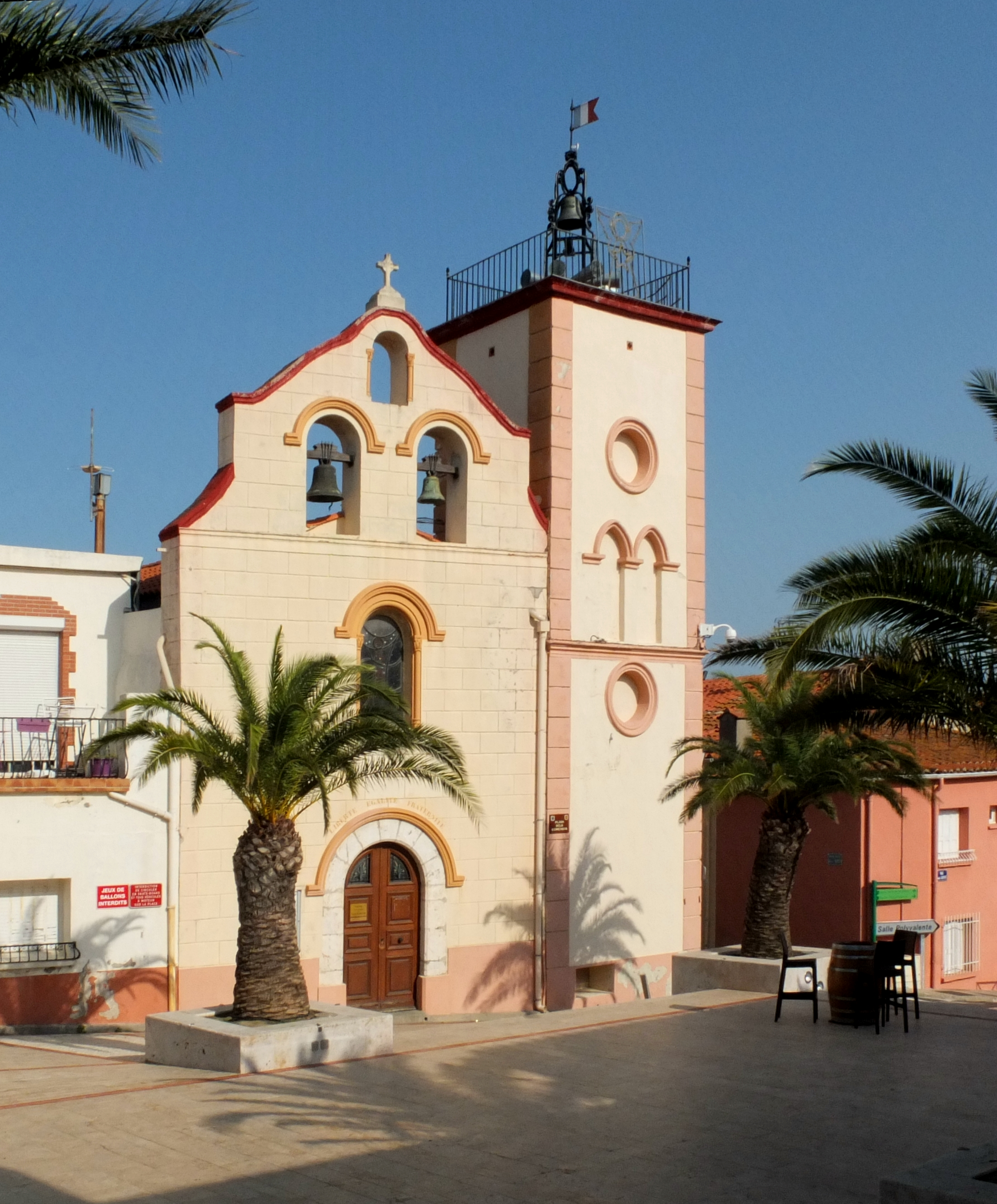
Pfarrkirche Saint-Julien-et-Sainte-Basilisse

## In Villeneuve-de-la-Raho geboren
- Alfred Sauvy (1898–1990), Ökonom und Soziologe